# Greenwood Stage Station
Greenwood Stage Station was een postkoetshalte in het gebied van het huidige Morrill County in Nebraska. Het was vanuit het noorden gezien de tweede postkoetshalte op de Sidney-Black Hills Trail. Volgens de Nebraska Historical Society was Greenwood Stage Station een belangrijke postkoetshalte en had de halte zijn eigen hotel, stal en een voorraad eten en drinken.
Greenwood Stage Station werd op 12 maart 2012 opgenomen in het National Register of Historic Places onder nummer 25MO32, omdat het een van de weinige haltes aan de Sidney-Black Hills Trail waarvan de fundamenten nog intact zijn.